# Szerb pátriárkák listája
Az alábbi lista a szerb ortodox egyház legfőbb méltóságának viselőit, a metropolitákat és pátriárkákat tartalmazza.
A nevek görögös  – illetve, ha van ilyen, magyaros – alakban szerepelnek.

## Szerb érsekek (1219–1346)
| Szerb érsek                 | Hivatali idő                           | Szerb eredeti név | Megjegyzés |
| --------------------------- | -------------------------------------- | ----------------- | ---------- |
| I. Szent Száva (*1174)      | érsek: 1219 – 1233, †1236. január 14.  | Сава              |            |
| I. Szent Arzén              | érsek: 1233 – 1263, †1266. október 28. | Арсеније I        |            |
| II. Szent Száva             | érsek: 1263 – †1271. február 8.        | Сава II           |            |
| I. Dániel                   | érsek: 1271 – †1272                    | Данило I          |            |
| I. Joannikiosz              | érsek: 1272 – †1276                    | Јоаникије I       |            |
| I. Szent Eusztathiosz       | érsek: 1279 – †1286. január 4.         | Јевстатије I      |            |
| I. Szent Jakab              | érsek: 1286 – †1292. február 3.        | Јаков I           |            |
| II. Szent Eusztathiosz      | érsek: 1292 – †1309                    | Јевстатије II     |            |
| III. Szent Száva            | érsek: 1309 – †1316. július 26.        | Сава III          |            |
| I. Szent Nikodémosz         | érsek: 1316 – 1324, †1325              | Никодим I         |            |
| II. Szent Dániel (*1270 k.) | érsek: 1324 – †1337. december 19.      | Данило II         |            |
| II. Szent Joannikiosz       | érsek: 1338 – 1346, ld. alább          | Јоаникије II      |            |

## Elsőpećiszerb pátriárkátus (1346–1463)
| II. Szent Joannikiosz                      | pátriárka: 1346 – †1354                   | Јоаникије II |  |
| IV. Száva                                  | pátriárka: 1354 – †1375                   | Сава IV      |  |
| Szent Efrém (*1311)                        | pátriárka: 1375 – 1380, ld. alább         | Јефрем       |  |
| Szent Szpiridon                            | pátriárka: 1380 – †1389. augusztus 11.    | Спиридон     |  |
| Szent Efrém (2x)                           | pátriárka: 1389 – 1392, †1399. június 15. | Јефрем       |  |
| III. Dániel                                | pátriárka: 1392 – †1396. április 7.       | Данило III   |  |
| V. Száva                                   | pátriárka: 1396 – †1406. április 7.       | Сава V       |  |
| IV. Dániel                                 | pátriárka: 1406 – †1407                   | Данило IV    |  |
| I. Szent Cirill                            | pátriárka: 1407 – †1418. december 27.     | Кирило       |  |
| Szent Nyikon                               | pátriárka: 1419 – †1435                   | Никон        |  |
| Theophanosz                                | pátriárka: 1435 – †1446                   | Теофан       |  |
| II. Nikodémosz                             | pátriárka: 1446 – †1453                   | Никодим II   |  |
| II. Arzén                                  | pátriárka: 1453 – †1463                   | Арсеније II  |  |
| 1463-ban a törökök eltörölték a tisztséget |                                           |              |  |

## Másodikpećiszerb pátriárkátus (1557–1766)
| Szent Makariosz                            | pátriárka: 1557 – 1571, †1574              | Макарије                |                                        |
| Antal                                      | pátriárka: 1571 – †1575                    | Антоније                |                                        |
| Geraszimosz                                | pátriárka: 1575 – †1586                    | Герасим                 |                                        |
| Szabbatiosz                                | pátriárka: 1586 – †1589                    | Саватије                |                                        |
| Nikanor                                    | pátriárka: 1589, †1589                     | Никанор                 |                                        |
| Jerótheosz                                 | pátriárka: 1589 – †1591. február 17.       | Јеротеј                 |                                        |
| Fülöp                                      | pátriárka: 1591 – †1592                    | Филип                   |                                        |
| II. János                                  | pátriárka: 1592 – †1613. október 14.       | Јован                   |                                        |
| I. Paisziosz (*1542)                       | pátriárka: 1614 – †1647. november 2.       | Пајсије I               |                                        |
| I. Gábor (*1595)                           | pátriárka: 1648 – 1655, †1659 júliusa      | Гаврило I               |                                        |
| I. Maximosz                                | pátriárka: 1655 – 1672, †1680. október 29. | Максим                  |                                        |
| III. Arzén (*1633)                         | pátriárka: 1672 – 1690, †1706. október 27. | Арсеније III            | Karlócai metropolita: 1690–1706.       |
| I. Kallinikosz                             | pátriárka: 1691 – †1710                    | Калиник I               |                                        |
| I. Atanáz                                  | pátriárka: 1711 – †1712. április 23.       | Атанасије I             |                                        |
| Mózes                                      | pátriárka: 1712 – †1726. április 13.       | Мојсије                 |                                        |
| IV. Arzén (*1698)                          | pátriárka: 1726 – 1737, †1748. január 18.  | Арсеније IV             | Karlócai metropolita: 1737–1748.       |
| III. Joannikiosz                           | pátriárka: 1739 – 1746, †1793              | Јоаникије III           | Konstantinápolyi pátriárka: 1761–1763. |
| II. Atanáz                                 | pátriárka: 1746 – †1752                    | Атанасије II Гавриловић |                                        |
| II. Gábor                                  | pátriárka: 1752, †1752                     | Гаврило II Сарајевац    |                                        |
| III. Gábor                                 | pátriárka: 1752 – †1758                    | Гаврило III             |                                        |
| I. Vince                                   | pátriárka: 1758, †1758                     | Викентије               |                                        |
| II. Paisziosz                              | pátriárka: 1758, †1758                     | Пајсије II Грк          |                                        |
| IV. Gábor                                  | pátriárka: 1758, †1758                     | Гаврило IV Грк          |                                        |
| II. Cirill                                 | pátriárka: 1759 – 1763, †1763 után         | Кирило II               |                                        |
| Baszileosz                                 | pátriárka: 1763 – 1765, †1772. február 10. | Василије                |                                        |
| II. Kallinikosz                            | pátriárka: 1765 – 1766, †1766 után         | Калиник II Грк          |                                        |
| 1766-ban a törökök eltörölték a tisztséget |                                            |                         |                                        |

## Karlócaiszerb metropoliátus (1690–1848)
| Szerb metropolita               | Hivatali idő                              | Szerb eredeti név | Megjegyzés                  |
| ------------------------------- | ----------------------------------------- | ----------------- | --------------------------- |
| III. Arzén (*1633)              | metropolita: 1690 – †1706. október 27.    | Арсеније III      | Szerb pátriárka: 1672–1690. |
| I. Ézsaiás                      | metropolita: 1707 – †1708. július 20.     | Исаија            |                             |
| Szophróniosz (*1668)            | metropolita: 1710 – †1711. január 7.      | Софроније         |                             |
| I. Vince                        | metropolita: 1713 – †1725. október 23.    | Викентије         |                             |
| I. Mózes (*1677)                | metropolita: 1725 – †1730. július 27.     | Мојсије           |                             |
| II. Vince (*1689)               | metropolita: 1731 – †1737. június 6.      | Вићентије         |                             |
| IV. Arzén (*1698)               | metropolita: 1737 – †1748. január 18.     | Арсеније IV       | Szerb pátriárka: 1726–1737. |
| II. Ézsaiás (*1696)             | metropolita: 1748 – †1749. január 22.     | Исаија            |                             |
| Pál (*1699. január 14.)         | metropolita: 1749 – †1768. augusztus 15.  | Павле             |                             |
| János                           | metropolita: 1769 – †1773. május 23.      | Јован             |                             |
| III. Vince (*1730. március 10.) | metropolita: 1774 – †1780. február 18.    | Вићентије         |                             |
| II. Mózes (*1728. március 25.)  | metropolita: 1781 – †1790. június 28.     | Мојсије           |                             |
| I. István (*1757. december 27.) | metropolita: 1790 – †1836. szeptember 23. | Стефан I          |                             |
| II. István (*1788. június 24.)  | metropolita: 1837 – †1841. július 31.     | Стефан II         |                             |
| József (*1785. július 20.)      | metropolita: 1841 – 1848, ld. alább       | Јосиф             |                             |

## Karlócaiszerb pátriárkátus (1848–1913)
| Szerb pátriárka                  | Hivatali idő                             | Szerb eredeti név | Megjegyzés |
| -------------------------------- | ---------------------------------------- | ----------------- | ---------- |
| József                           | pátriárka: 1848 – †1861. december 13.    | Јосиф             |            |
| Sámuel (*1804. január 16.)       | pátriárka: 1864 – †1870. január 20.      | Самуило           |            |
| Prokópiosz (*1808. augusztus 8.) | pátriárka: 1874 – 1879, †1881. május 11. | Прокопије         |            |
| Germanosz (*1822. augusztus 10.) | pátriárka: 1881 – †1888. november 26.    | Герман            |            |
| György (*1830. március 13.)      | pátriárka: 1890 – †1907. július 17.      | Георгије          |            |
| Lukianosz (*1867. május 10.)     | pátriárka: 1908 – †1913. szeptember 1.   | Лукијан           |            |

## Belgrádiszerb metropoliátus és pátriárkátus (1801–1920)
| Szerb metropolita                 | Hivatali idő                                    | Szerb eredeti név | Megjegyzés                             |
| --------------------------------- | ----------------------------------------------- | ----------------- | -------------------------------------- |
| Leontiosz                         | metropolita: 1801 – 1813, †1822                 | Леонтије          |                                        |
| II. Dénes                         | metropolita: 1813 – †1815                       | Дионисије II      |                                        |
| Agathangelosz (*1769)             | metropolita: 1815 – 1826, †1832                 | Агатангел         | Konstantinápolyi pátriárka: 1826–1830. |
| Cirill                            | metropolita: 1826 – †1827. február 14.          | Кирил             |                                        |
| Anthemiosz                        | metropolita: 1827 – 1831, †1831 után            | Антим             |                                        |
| Melentiosz (*1776)                | metropolita: 1831 – †1833. június 11.           | Мелентије         |                                        |
| Péter (*1800. február 18.)        | metropolita: 1833 – 1859, †1864. szeptember 22. | Петар             |                                        |
| Mihály (*1826. augusztus 19.)     | metropolita: 1859 – 1881, ld. alább             | Михаило           |                                        |
| Teodóz (*1815. január 30.)        | metropolita: 1881 – 1889, †1891. február 27.    | Теодосије         |                                        |
| Mihály (2x)                       | metropolita: 1889 – †1898. február 17.          | Михаило           |                                        |
| Ince (*1840. augusztus 1.)        | metropolita: 1898 – †1905. május 19.            | Инокентије        |                                        |
| Démétriosz (*1846. augusztus 28.) | metropolita: 1905 – 1920, ld. alább             | Димитрије         |                                        |

## Az új szerb pátriárkátus (1920– napjaink)
| Szerb pátriárka szerb / görög / magyaros név | Hivatali idő                              | Megjegyzés |
| -------------------------------------------- | ----------------------------------------- | --- |
| Dimitrije Димитрије / Dimítriosz / Demeter   | 1920. szeptember 12. – †1930. április 6.  | |
| Varnava Варнава / Varnávasz / Barnabás       | 1930. május 12. – †1937. július 23.       | Rejtélyes körülmények között halt meg, feltehetően megmérgezték. |
| V. Gavrilo Гаврило / Gavriíl / Gábor         | 1938. február 21. – †1950. május 7.       | |
| II. Vikentije Викентије / Vikéndiosz / Vince | 1950. július 1. – †1958. július 5.        | Rejtélyes körülmények között halt meg, feltehetően megmérgezték. |
| German Герман / Jermanósz / Germán           | 1958. szeptember 14. – 1990. november 30. | A szerb pátriárka méltóságát a leghosszabb ideig viselő személy, egyúttal az egyetlen, aki még életében visszavonult a szerb ortodox egyház éléről. 1991. augusztus 27-én hunyt el. |
| Pavle Павле / Pávlosz / Pál                  | 1990. december 1. – †2009. november 15.   | |
| Irinej Иринеј / Irinéosz / Iréneusz          | 2010. január 23. – †2020. november 20.    | |
| Porfirije                                    | 2021. február 19. –                       | |

## Fordítás
- Ez a szócikk részben vagy egészben  a(z)   Списак поглавара Српске православне цркве című szerb Wikipédia-szócikk fordításán alapul.  Az eredeti cikk szerkesztőit annak laptörténete sorolja fel. Ez a jelzés csupán a megfogalmazás eredetét és a szerzői jogokat jelzi, nem szolgál a cikkben szereplő információk forrásmegjelöléseként.
- Ez a szócikk részben vagy egészben  a   List of heads of the Serbian Orthodox Church című angol Wikipédia-szócikk fordításán alapul.  Az eredeti cikk szerkesztőit annak laptörténete sorolja fel. Ez a jelzés csupán a megfogalmazás eredetét és a szerzői jogokat jelzi, nem szolgál a cikkben szereplő információk forrásmegjelöléseként.